# José Bonilla
José Bonilla (* 19. November 1967 in El Tigre, Venezuela; † 14. Juni 2002 in Caracas) war ein venezolanischer Boxer im Fliegengewicht.

## Profikarriere
Im Jahre 1990 begann er erfolgreich seine Profikarriere. Am 24. November 1996 boxte er gegen Saen Sor Ploenchit um die WBA-Weltmeisterschaft und gewann durch einstimmige Punktrichterentscheidung. Diesen Gürtel verteidigte er insgesamt zweimal und verlor ihn im Mai des darauffolgenden Jahres an Hugo Soto nach Punkten.
Im Jahre 1999 beendete Bonilla seine Karriere. Drei Jahre später starb er im Alter von 34 Jahren nach einem Asthma-Anfall.